# Arrieta (Baskenland)
Arrieta is een gemeente in de Spaanse provincie Biskaje in de regio Baskenland, op ongeveer 25 kilometer ten noordoosten van Bilbao. De hoofdplaats van de gemeente is Libano.

## Geografie
Arrieta heeft een oppervlakte van 15 km² en telde in 2001 521 inwoners.
In de gemeente bevinden zich de volgende kernen:
- Agarre
- Jainko-Oleaga
- Libano
- Olatxua-Olabarri

De gemeente grenst in het uiterste noorden aan de gemeente Bermeo, in het westen aan Busturia en Errigoiti, in het zuiden aan Morga en in het oosten aan Fruiz en Meñaka.

## Demografische ontwikkeling
Bron: INE, 1857-2011: volkstellingen

## Cultuur
Arrieta is sterk Baskischtalig.
Abadiño · Abanto Zierbena · Ajangiz · Alonsotegi · Amorebieta-Etxano · Amoroto · Arakaldo · Arantzazu · Areatza · Arrankudiaga · Arratzu · Arrieta · Arrigorriaga · Artea · Artzentales · Atxondo · Aulesti · Bakio · Balmaseda · Barakaldo · Barrika · Basauri · Bedia · Berango · Bermeo · Berriatua · Berriz · Bilbao · Busturia · Derio · Dima · Durango · Ea · Elantxobe · Elorrio · Erandio · Ereño · Ermua · Errigoiti · Etxebarri · Etxebarria · Forua · Fruiz · Galdakao · Galdames · Gamiz-Fika · Garai · Gatika · Gautegiz Arteaga · Gernika-Lumo · Getxo · Gizaburuaga · Gordexola · Gorliz · Gueñes · Ibarrangelu · Igorre · Ispaster · Iurreta · Izurtza · Kortezubi · Lanestosa · Larrabetzu · Laukiz · Leioa · Lekeitio · Lemoa · Lemoiz · Lezama · Loiu · Mallabia · Markina-Xemein · Maruri-Jatabe · Mañaria · Mendata · Mendexa · Meñaka · Morga · Mundaka · Mungia · Munitibar-Arbatzegi Gerrikaitz · Murueta · Muskiz · Muxika · Nabarniz · Ondarroa · Urduña · Orozko · Ortuella · Otxandio · Plentzia · Portugalete · Santurtzi · Sestao · Sondika · Sopelana · Sopuerta · Sukarrieta · Trapagaran · Trucios-Turtzioz · Ubide · Ugao-Miraballes · Urduliz · Karrantza · Zaldibar · Zalla · Zamudio · Zaratamo · Zeanuri · Zeberio · Zierbena · Ziortza-Bolibar